# مرتضى الخضراوي
ّّمرتضى الخضراوي لاعب كرة قدم سعودي يلعب حالياً في نادي الفتح.

## حياته
من مواليد محافظة القطيف كانت بداياته مع نادي مضر و انتقل إلى نادي الفتح في صيف 2020. و أعير إلى نادي هجر في صيف عام 2021.